# Orestes Muniz
Orestes Muniz Filho (Conselheiro Pena, 10 de fevereiro de 1952) é um advogado e político brasileiro que foi deputado federal e vice-governador de Rondônia.

## Dados biográficos
Filho de Orestes Muniz e Jovita Alves Muniz. Formado na Pontifícia Universidade Católica do Paraná em 1979 com mestrado em Direito Constitucional na Universidade Federal de Minas Gerais, migrou para Rondônia em 1980 e em virtude de seu trabalho como advogado foi eleito deputado federal em 1982 e como parlamentar votou a favor da Emenda Dante de Oliveira em 1984 e em Tancredo Neves no Colégio Eleitoral em 1985. Eleito vice-governador de Rondônia na chapa de Jerônimo Santana em em 1986, foi derrotado ao disputar o Palácio Getúlio Vargas pelo PMN em 1990.
Após essa derrota retornou à advocacia presidindo a seccional da Ordem dos Advogados do Brasil em Rondônia entre 2004 e 2006 e lecionou na Universidade Federal de Rondônia, entre outras instituições. Em Rondônia foi secretário de Educação e secretário de Planejamento no governo Jerônimo Santana.
Irmão do político Sadraque Muniz.